# Azarias Ruberwa
Azarias Ruberwa Manywa, né le 20 août 1964, à Rugezi, dans le territoire de Fizi, de la province du Sud-Kivu, est un avocat et un homme politique congolais. 

## Biographie

### Jeunesse et études
Azarias Ruberwa est né le 20 août 1964 à Rugezi, un village de la province du Sud-Kivu, dans le territoire de Fizi en république démocratique du Congo. Il appartient à la communauté Banyamulenge, qui fait partie de l'ethnie tutsie. 
Il fréquente l'université de Lubumbashi où il obtient une licence en droit en 1989. Et le 7 août 1990 il commence sa carrière d'avocat. 

### Guerres du Congo (1996-2003)
Lors de la première guerre du Congo, Ruberwa rejoint le groupe rebelle Alliance des forces démocratiques pour la libération du Congo (AFDL) en tant qu'analyste politique et rédacteur de discours afin d'aider le groupe à remporter la guerre contre le dictateur de longue date Mobutu Sese Seko. Ruberwa a rédigé le discours de victoire de Laurent-Désiré Kabila après la chute de Lubumbashi, souvent décrit comme le tournant de la guerre, ainsi que le discours d'investiture de Kabila.
Une fois la guerre terminée, Ruberwa est nommé chef de cabinet du ministre des Affaires étrangères, Bizima Karaha. Pendant son mandat, il a notamment conduit une délégation à Rome pour représenter la république démocratique du Congo dans les négociations qui aboutissent au traité de Rome, à l'origine de la création de la Cour pénale internationale.
Lorsque la deuxième guerre du Congo débute le 2 août 1998, Azarias Ruberwa rejoint le Rassemblement congolais pour la démocratie (RCD), un mouvement soutenu par le Rwanda et basé à Goma, qui deviendra un des acteurs majeurs du conflit, en contrôlant un grande partie de l'est du pays, son aile militaire rassemblant entre 30 000 et 40 000 soldats. A partir d'octobre 1999, il est adjoint au chef de cabinet du département des relations extérieures et coopération du RCD,.
En octobre 2000, Ruberwa est nommé secrétaire général du RCD, ce qui fait de lui le leader politique de facto de l'organisation. À ce titre, Ruberwa assume le rôle de négociateur en chef pour le mouvement lors de l'accord de cessez-le-feu de Lusaka en Zambie et des accords de Sun City à Pretoria, en Afrique du Sud. 

### Vice président du gouvernement de transition (2003-2006)
Le 30 juin 2003 un gouvernement d'union nationale est mis en place en république démocratique du Congo afin de mener à bien le processus de transition définit par l'accord de Sun City avec comme objectifs principaux de restaurer la paix dans l'est du pays, et l'organisation d'élections nationales. 
Azarias Ruberwa est nommé vice-président du gouvernement de transition aux côtés des chefs des principaux groupes rebelles ,:
- Joseph Kabila, président de la République (PPRD) ;
- Abdoulaye Yerodia Ndombasi, vice-président (PPRD) ;
- Jean-Pierre Bemba, vice-Président (MLC) ;
- Arthur Z'ahidi Ngoma, vice-président (Forces du futur).

Le 16 octobre 2003, Azarias Ruberwa est nommé chef du Rassemblement congolais pour la démocratie (RCD). Il remplace Adolphe Onusumba Yemba, qui occupait le poste depuis octobre 2000. 

### Carrière post-transition
En 2006, il est candidat à la première élection présidentielle de la troisième République, mais termine en 6e position avec 1,7 % de suffrages. Actuellement, il est membre des barreaux de Lubumbashi, de Kinshasa et de Goma en république démocratique de Congo.